# Malý Baranec
Malý Baranec (polsky Klin, 2044 m n. m.) je hora v Západních Tatrách na Slovensku. Nachází se v jihozápadní rozsoše Barance (2184 m) mezi Štrbavým (2144 m) a Mládkami (1945 m). Oba tyto vrcholy jsou od Malého Barance odděleny mělkými a širokými sedly. Severovýchodní svahy hory spadají do Jamnícké doliny. Na této straně se nacházejí dva výrazné žlaby pojmenované Maseľňa a Repa. Opačné jihozápadní svahy klesají do závěru Trnovské doliny zvaného Studeničky.

## Přístup
- po zelené  turistické značce z vrcholu Baranec nebo od ATC Račkova dolina

## Související články

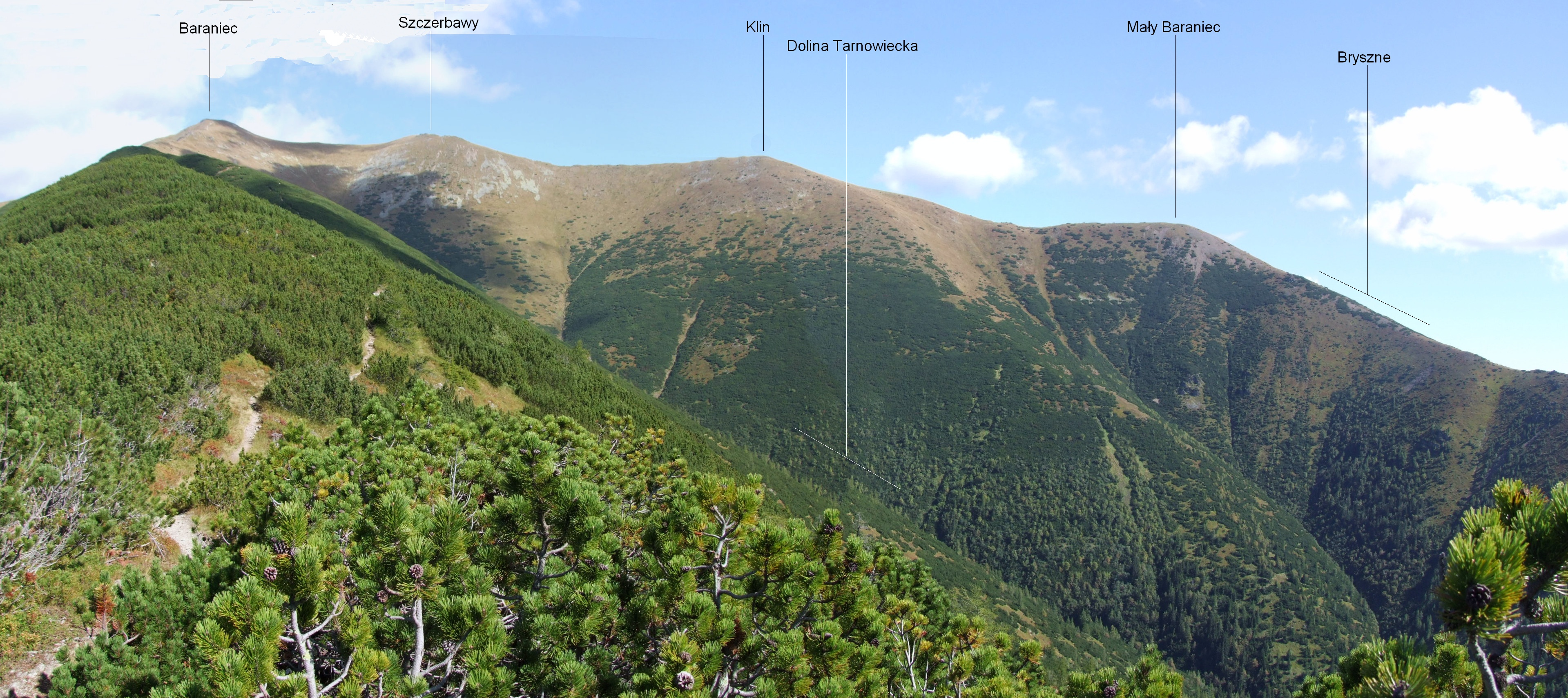
Rozsocha Malého Barance od jihu